# Zonianá
Zonianá är en ort i Grekland.   Den ligger i prefekturen Nomós Rethýmnis och regionen Kreta, i den sydöstra delen av landet, 300 km söder om huvudstaden Aten. Zonianá ligger 623 meter över havet och antalet invånare är 1 703.
Terrängen runt Zonianá är kuperad åt nordost, men åt sydväst är den bergig.Runt Zonianá är det ganska glesbefolkat, med 29 invånare per kvadratkilometer. Närmaste större samhälle är Krousón, 15,6 km sydost om Zonianá. 